# Santa Ana Centro
Santa Ana Centro es uno de los 44 municipios en los que se encuentra dividido El Salvador y pertenece al Departamento de Santa Ana. Limita al norte con Santa Ana Norte y Chalatenango Centro, al oeste con Santa Ana Oeste al este con Santa Ana Este y La Libertad Norte y al sur con Sonsonate Norte y Sonsonate Este. Fue creado el 13 de junio de 2023 y está conformado por un solo distrito Santa Ana.